# TMZ (新闻网站)
TMZ是福斯娛樂旗下的一家名人八卦新聞网站，创办于2005年11月8日。网站名称“TMZ”三个字母代表以洛杉矶比弗利大道（Beverly Boulevard）和拉·辛纳加大道（La Cienega Boulevard）十字路口为中心、方圆“三十英里的区域”（Thirty-Mile Zone），这一区域在当地称为“影城区域（Studio Zone）”。该网站常常派狗仔队在好莱坞周围的饭店、俱乐部和机场等处蹲点，等候明星的出现，然后向明星提问，并用便携摄像机进行录像。然后工作室内的视频编辑人员常会添加评论，调侃明星被捕捉到的画面。该媒体因为在2009年抢先报道迈克尔·杰克逊的死讯而一战成名。